# Wolfgang Grünstäudl
Wolfgang Grünstäudl (* 1977) ist ein österreichischer römisch-katholischer Theologe. Seit 2022 ist er Professor für Theologie des Neuen Testaments und Biblische Didaktik an der Universität Münster.

## Leben
Nach dem Diplomstudium (1995–2000) der Katholischen Fachtheologie an der Katholisch-Theologischen Fakultät der Universität Wien (Magister theologiae) war Grünstäudl von 2004 bis 2008 Religionslehrer im Kirchendienst an Gymnasien sowie mittleren und höheren berufsbildenden Schulen in Wien und Niederösterreich. Ab 2008 arbeitete er als wissenschaftlicher Mitarbeiter im Bereich biblische Theologie am Institut für Katholische Theologie der Universität Koblenz-Landau in Landau und wurde 2012 mit einer Dissertationsschrift über den zweiten Petrusbrief an der Katholisch-Theologischen Fakultät der Universität Regensburg promoviert.
Ab 2013 war Grünstäudl als Akademischer Rat am Lehrstuhl für Biblische Theologie an der Bergischen Universität Wuppertal tätig. Im Dezember 2020 erhielt er einen Ruf auf die Professur für Theologie des Neuen Testaments und Biblische Didaktik an der Westfälischen Wilhelms-Universität Münster. Nach Abschluss seines Habilitationsverfahrens an der Universität Regensburg war Grünstäudl dort ab Oktober 2021 zunächst als Lehrstuhlvertretung tätig und übernahm die Professur im Januar 2022 vollständig.

## Auszeichnungen
- 2014: Kardinal-Innitzer-Förderungspreis für Theologie